# Ангуло, Иван
Иван Дарио Ангуло Кортес (исп. Iván Darío Angulo Cortés; род. 22 марта 1999) — колумбийский футболист, крайний полузащитник клуба «Орландо Сити».

## Клубная карьера
Воспитанник колумбийского клуба «Энвигадо». В чемпионате Колумбии дебютировал в 2017 году.
В январе 2019 года отправился в аренду в бразильский «Палмейрас» сроком на один год с возможностью выкупа по окончании этого срока. В том же месяце в прессе появилась информация об интересе к колумбийцу английского клуба «Манчестер Сити».
11 августа 2021 года отправился в аренду в португальский «Портимоненсе» на один год с опцией выкупа.
25 июля 2022 года был взят в аренду клубом MLS «Орландо Сити» на 12 месяцев с опцией продления ещё на шесть месяцев. В высшей лиге США дебютировал 6 августа в матче против «Нью-Инглэнд Революшн», выйдя на замену на 58-й минуте вместо Жуниора Урсо. 25 марта 2023 года в матче против «Филадельфии Юнион» забил свой первый гол в MLS. Остался в аренде в «Орландо Сити» ещё на шесть месяцев после активации опции продления 22 июня. 3 января 2024 года был выкуплен «Орландо Сити» у «Палмейраса» и подписал с американским клубом контракт до конца сезона MLS 2025 с опцией продления на сезон 2026.

## Карьера в сборной
В 2019 году был вызван в сборную Колумбии до 20 лет на чемпионат Южной Америки для игроков до 20 лет. Забил на турнире два мяча (в матчах против Боливии и Венесуэлы) и помог своей сборной занять четвёртое место.

## Достижения
«Орландо Сити»
- Обладатель Открытого кубка США: 2022